# Doruma
Doruma es una localidad del distrito Oriental del Alto Uele, en la República Democrática del Congo. Está situada junto a la frontera con Sudán.
- Datos: Q3714416
- Multimedia: Doruma / Q3714416